# 楊仁
楊仁（？年—？年），字文義，巴郡閬中縣（今四川省閬中市）人。東漢閬中令。

## 生平
建武年間，楊仁拜師學習《韓詩》，幾年以後回家鄉，閑居起來當老師，後來任郡功曹，舉孝廉，任命為郎。太常舉薦楊仁任經中博士，楊仁以年齡不到五十歲，不應舊科，讓上層選其他人選。
漢明帝特詔補北宮衛士令，引見楊仁，詢問時政，楊仁說爲政要寬和、要重用賢人、要壓抑外戚爲先。又上疏十二點有利國家、合乎時宜之事，都是當世急切的事務。漢明帝嘉獎楊仁，賜以絲綢和錢幣。
漢明帝去世時，當時外戚馬氏尊貴，搶著要入宮。楊仁披甲持戟，嚴格約束門衛，沒有人敢輕易闖入。
永平十八年（75年），漢章帝即位，諸位馬氏一同誣告楊仁苛刻嚴酷，漢章帝知道楊仁忠心耿耿，越來越器重他，任命楊仁為什邡令。楊仁爲政寬容，鼓勵掾史弟子，下令讓他們就學。其中有通曉經術的，讓他們擔任重要的職位，有的則到朝廷為官，因此講求經義之學大為興盛。墾田千多頃，後來因兄長去世而辭官。
楊仁受徵闢到司徒桓虞府。當時府掾的宋章，貪贓枉法，楊仁不願和他交談也不願和他同席，人們都很敬佩他的節操。楊仁官至閬中令，在任內去世。

## 延伸阅读
[在维基数据编辑]
 《後漢書·卷79下》，出自范晔《後漢書》